# Moïse Trustfull
Moïse Trustfull (26 mei 1995) is een Nederlands actrice.

## Biografie
Trustfull is de dochter van oud-voetballer Orlando Trustfull en presentatrice Quinty Trustfull. Ze debuteerde als actrice in 2011 in een reclamefilmpje voor Duo Penotti, later speelde ze ook in reclames voor Bol.com en McDonald's. Trustfull volgde een opleiding tot actrice aan de FAAAM in Amsterdam, waar ze in 2017 afstudeerde.
In maart 2017, nog voor haar afstuderen, speelde Trustfull haar eerste rol als tv-actrice in de soap Goede tijden, slechte tijden. Daarna was ze ook te zien in de speelfilm Losers (2017) en de tv-serie Flikken Rotterdam (2018).
In de zomer van 2023 presenteerde Trustfull samen met JayJay Boske het amusementsprogramma Bergafwaarts.
Naast actrice is Trustfull ook ondernemer. Ze ontwerpt sieraden, die ze via haar eigen bedrijf, By Moise, verkoopt. Sinds 2018 heeft Trustfull ook een eigen kledinglijn.
Moise heeft een relatie met zanger Kaj van der Voort. 

## Filmografie
| Film      | Film                         | Film          | Film                |
| Jaar      | Productie                    | Rol           | Opmerkingen         |
| --------- | ---------------------------- | ------------- | ------------------- |
| 2017      | Losers                       | Floor         |                     |
| 2024      | Expeditie Cupido             | Isa           |                     |
| Televisie |                              |               |                     |
| Jaar      | Productie                    | Rol           | Opmerkingen         |
| 2017      | Goede tijden, slechte tijden | Celia van Dam | Terugkerende bijrol |
| 2018      | Flikken Rotterdam            | Tamara        | Terugkerende bijrol |
| 2022      | Scrooge Live                 | Belle         |                     |